# Wolfgang Podehl
Wolfgang Podehl (* 23. Januar 1943 in Königsberg) ist ein deutscher Historiker und Bibliothekar.

## Leben und Wirken
Wolfgang Podehl studierte Geschichte und Lateinische Philologie an der Philipps-Universität Marburg und legte dort 1968 das Staatsexamen für den höheren Schuldienst ab. Von 1968 bis 1971 arbeitete er an der Marburger Forschungsstelle für Geschichtliche Landeskunde Mitteldeutschlands und promovierte 1973 an der Universität Marburg. Als Bibliotheksreferendar an der Universitätsbibliothek Marburg trat er 1972 in die Ausbildung für den höheren Bibliotheksdienst und legte 1974 an der Bibliotheksschule Frankfurt am Main die Fachprüfung hierfür ab. Von 1974 bis 2008 war er als wissenschaftlicher Bibliothekar an der Hessischen Landesbibliothek Wiesbaden tätig, seit 2000 war er stellvertretender Bibliotheksdirektor. Dort arbeitete er vor allem in der Abteilung für Handschriften und Sondersammlungen und an der Hessischen Bibliographie. Außerdem war er an mehreren Ausstellungsprojekten der Landesbibliothek beteiligt. 
Podehl ist Mitglied der Historischen Kommission für Hessen und der Historischen Kommission für Nassau.

## Veröffentlichungen (Auswahl)
- Burg und Herrschaft in der Mark Brandenburg. Untersuchungen zur mittelalterlichen Verfassungsgeschichte unter besonderer Berücksichtigung von Altmark, Neumark und Havelland (= Mitteldeutsche Forschungen, Bd. 76). Böhlau, Köln 1975, ISBN 3-412-01975-5 (Dissertation Universität Marburg).
- (Mitarb.): Schrifttum zur Geschichte und geschichtlichen Landeskunde von Hessen. Bd. 1: 1965–1967, Bd. 2: 1968–1970,  Bd. 3: 1971–1973. Elwert, Marburg 1973/1979.
- (Mitarb.): Hildegard von Bingen / Scivias. Die Miniaturen vom Rupertsberg. Pennrich, Bingen 1979.
- Brunnen und Bäder im Herzogtum Nassau. In: Volker Eichler (Hrsg.): Herzogtum Nassau 1806–1866. Politik, Wirtschaft, Kultur. Historische Kommission für Nassau, Wiesbaden 1981, S. 221–245.
- (Bearb.): Schrifttum zur Geschichte und geschichtlichen Landeskunde von Hessen. Suppl.-Bd. 4: 1974/76. Elwert, Marburg 1984
- (mit Hildegard Ey): Wiesbadener Bibliotheken. 3. Aufl. Holz, Wiesbaden 1985.
- Die Entwicklung des Kurbetriebs und die Lebensverhältnisse der Kurgäste in den Badeorten des Herzogtums Nassau (= Bad Emser Hefte Nr. 48). Bad Ems 1986.
- (Bearb.): Demokratischer Neuanfang in Hessen. Eine Auswahlbibliographie zur Entwicklung von Politik, Wirtschaft, Gesellschaft, Kultur und Wissenschaft in der Nachkriegszeit (1945–1955) (= Verzeichnisse und Schriften der Hessischen Landesbibliothek Wiesbaden, Bd. 6). Wiesbaden 1996.
- (Bearb.): Die Revolution von 1848. Ein Auswahlverzeichnis der Hessischen Landesbibliothek Wiesbaden (= Verzeichnisse und Schriften der Hessischen Landesbibliothek Wiesbaden, Bd. 11). Wiesbaden 1998.
- (Hrsg.): 900 Jahre Hildegard von Bingen. Neuere Untersuchungen und literarische Hinweise (= Verzeichnisse und Schriften der Hessischen Landesbibliothek Wiesbaden, Bd. 12). Wiesbaden 1998.
- (Bearb.): Nassauische Geschichtsschreibung bis zum Beginn des 20. Jahrhunderts. Ein Auswahlverzeichnis der Hessischen Landesbibliothek Wiesbaden. Wiesbaden 1999.
- Auswahlverzeichnis – Brunnen und Bäder im Nassauer Land. In: Nassau und seine Bäder in der Zeit um 1840. Nassauische Sparkasse, Wiesbaden 2005, S. XIV–XLVIII.